# Saint-Didier-en-Bresse
Saint-Didier-en-Bresse é uma comuna francesa na região administrativa de Borgonha-Franco-Condado, no departamento Saône-et-Loire. Estende-se por uma área de 11,29 km². Em 2010 a comuna tinha 194 habitantes (densidade: 17,2 hab./km²).